# Marcel Tchangué
 (janvier 2023).
Marcel Tchangué, est un activiste camerounais, membre fondateur du CODE, qui s'est illustré lors des émeutes de 2008  au Cameroun.

## Biographie

### Militantisme
Marcel Tchangué est le promoteur du Mouvement de février 2008. Il co-organise avec la plateforme Républicaine, un collectif des organisations de la société civile africaine, une rencontre le 26 février 2022 à Paris, pour faire revivre la démocratie et de placer le citoyen camerounais au centre de l’action publique. 
En 2008, les 25. 26. 27 et 28 février, des dizaines de Camerounais sont morts lors de la double contestation sociale et politique contre le projet de modification constitutionnelle. 
Marcel Tchangué déclare à ce propos dans Le Messager du 26 février 2022 : 

« En Fevrier 2008. des jeunes ont été tués en toute impunité par forces de sécurité camerounaises pour avoir eu le courage de descendre dans la rue et de réclamer leurs droits les plus élémentaires...Il y a eu des centaines de morts, des commerçants qui ont vu leurs marchandises volées, des maisons qui ont été detrultes, des biens divers saccagés...sans oublier des prisonniers de ces émeutes.
Justice n'a toujours pas été rendue aux familles des victimes. Cette situation est simplement la conséquence d’une défaillance de l’État de droit et d'un recul considérable du pouvoir du peuple. L'État du Cameroun n'a jamais voulu se confronter à ses responsabilités et encore moins à son histoire. Notre mouvement fait un plaidoyer politique permanent pour que ces victimes pour la démocratie soient restaurées dans leurs droits et dans leurs mémoires.
Mis sous pression par l’Onu depuis 2013. un groupe de travail Interministériel a effectué plusieurs missions en 2015, a rencontré tout le monde sauf les victimes de ces émeutes. Le gouvernement camerounais a roulé les victimes. Nous avons un devoir de mémoire pour les martyrs de la démocratie au Cameroun. »

En 2019, il fait partie des personnes accusées en Belgique d'avoir perpétré des casses sur les locaux de  l'ambassade du Cameroun,.